# Портрет Жанны Кефер
«Портрет Жанны Кефер» (фр. Jeanne Kéfer) — картина, написанная в 1885 году бельгийским художником-символистом Фернаном Кнопфом (Fernand Khnopff, 1858—1921). Принадлежит Музею Гетти в Лос-Анджелесе. Размер картины — 80 × 80 см.

## История
Жанна Кефер, родившаяся 14 декабря 1880 года в Икселе, была дочерью Мелани Антуанетты ван ден Брук (Melanie Antoinette van den Broeck) и Гюстава Кефера (Gustave Kéfer) — пианиста и дирижёра, с которым Фернана Кнопфа связывали дружеские отношения.
Картину предполагалось представить публике в Брюсселе на салоне «Общества» (Les XX) 1885 года, но Кнопф не успел её дописать, так что её показ состоялся на следующем салоне «Общества XX», в 1886 году. Через год после этого картина была на выставке независимого искусства (L’Art Indépendant) в Антверпене, а затем участвовала в выставках в других городах Европы — Лондоне (1892), Флоренции (1896—1897) и Мюнхене (1898). Картина была хорошо встречена критиками, которые отмечали высокое мастерство художника.
После создания картина принадлежала Гюставу Кеферу, а затем Хьюго Энглу (Hugo Engle) из Парижа. К 1957 году картина уже была в Швеции, в стокгольмской галерее Раппс (Rapps Konsthandel). К 1987 году картина была в частной коллекции в Швеции, и она оставалась в частном владении до 1997 года, когда она была куплена музеем Гетти на аукционе Christie's в Лондоне.
Рентгенограмма картины, проведённая в музее Гетти, показала, что на изначальном варианте картины Жанна Кефер держала в своей левой руке букетик белых цветов (или один большой цветок). В окончательной версии Фернан Кнопф отказался от этой детали.

## Описание
Жанна Кефер изображена стоящей на крыльце у закрытой двери. Она смотрит прямо на зрителя. Её маленький рост (по сравнению с дверью) символизирует беззащитность ребёнка по отношению к внешнему миру. Это подчёркивается композицией картины — в частности, наклоном линии дверей относительно нижнего края холста. Искусствоведы не исключают, что портрет мог иметь какое-то дополнительное символическое значение, однако, как и у ряда других произведений Кнопфа, однозначно определить его не удалось. 
Исследователи творчества Кнопфа полагают, что на его стиль того времени оказало определённое влияние творчество английского художника Джеймса Уистлера, который некоторое время работал в Брюсселе и принимал участие в первой выставке «Общества XX», состоявшейся в 1884 году.